# Síakrobatika a 2014. évi téli olimpiai játékokon
A 2014. évi téli olimpiai játékokon a síakrobatika versenyszámait a Rosa Hutor alpesi síközpontban rendezték február 6. és 21. között.
A férfiaknak és a nőknek egyaránt 5–5 versenyszámban osztottak érmeket. Új versenyszámként a félcső és a lejtő stílus (slopestyle) verseny került a programba.

## Naptár
Az időpontok moszkvai idő szerint (UTC+4), zárójelben magyar idő szerint (UTC+1) olvashatóak. A döntők kiemelt háttérrel voltak jelölve.
| Dátum       | Helyi idő | Magyar idő | Versenyszám             |
| ----------- | --------- | ---------- | ----------------------- |
| február 6.  | 18:00     | 15:00      | Női mogul, selejtező    |
| február 8.  | 22:00     | 19:00      | Női mogul, döntő        |
| február 10. | 18:00     | 15:00      | Férfi mogul, selejtező  |
| február 10. | 22:00     | 19:00      | Férfi mogul, döntő      |
| február 11. | 10:00     | 07:00      | Női lejtő, selejtező    |
| február 11. | 13:00     | 10:00      | Női lejtő, döntő        |
| február 13. | 10:15     | 07:15      | Férfi lejtő, selejtező  |
| február 13. | 13:30     | 10:30      | Férfi lejtő, döntő      |
| február 14. | 17:45     | 14:45      | Női ugrás, selejtező    |
| február 14. | 21:30     | 18:30      | Női ugrás, döntő        |
| február 17. | 17:45     | 14:45      | Férfi ugrás, selejtező  |
| február 17. | 21:30     | 18:30      | Férfi ugrás, döntő      |
| február 18. | 17:45     | 14:45      | Férfi félcső, selejtező |
| február 18. | 21:30     | 18:30      | Férfi félcső, döntő     |
| február 20. | 11:45     | 08:45      | Férfi krossz, selejtező |
| február 20. | 13:30     | 10:30      | Férfi krossz, döntős    |
| február 20. | 18:30     | 15:30      | Női félcső, selejtező   |
| február 20. | 21:30     | 18:30      | Női félcső, döntő       |
| február 21. | 11:45     | 08:45      | Női krossz, selejtező   |
| február 21. | 13:30     | 10:30      | Női krossz, döntős      |

## Éremtáblázat
(A rendező nemzet csapata eltérő háttérszínnel, az egyes számoszlopok legmagasabb értéke, vagy értékei vastagítással kiemelve.)
| A 2014. évi téli olimpiai játékok éremtáblázata síakrobatikában | A 2014. évi téli olimpiai játékok éremtáblázata síakrobatikában | A 2014. évi téli olimpiai játékok éremtáblázata síakrobatikában | A 2014. évi téli olimpiai játékok éremtáblázata síakrobatikában | A 2014. évi téli olimpiai játékok éremtáblázata síakrobatikában | Olimpia  |
| --------------------------------------------------------------- | --------------------------------------------------------------- | --------------------------------------------------------------- | --------------------------------------------------------------- | --------------------------------------------------------------- | -------- |
|                                                                 | Ország                                                          | Arany                                                           | Ezüst                                                           | Bronz                                                           | Összesen |
| 1.                                                              | Kanada (CAN)                                                    | 4                                                               | 4                                                               | 1                                                               | 9        |
| 2.                                                              | Egyesült Államok (USA)                                          | 3                                                               | 2                                                               | 2                                                               | 7        |
| 3.                                                              | Fehéroroszország (BLR)                                          | 2                                                               | 0                                                               | 0                                                               | 2        |
| 4.                                                              | Franciaország (FRA)                                             | 1                                                               | 2                                                               | 2                                                               | 5        |
|                                                                 |                                                                 |                                                                 |                                                                 |                                                                 |          |
| 5.                                                              | Ausztrália (AUS)                                                | 0                                                               | 1                                                               | 1                                                               | 2        |
| 5.                                                              | Kína (CHN)                                                      | 0                                                               | 1                                                               | 1                                                               | 2        |
|                                                                 |                                                                 |                                                                 |                                                                 |                                                                 |          |
| 7.                                                              | Japán (JPN)                                                     | 0                                                               | 0                                                               | 1                                                               | 1        |
| 7.                                                              | Oroszország (RUS)                                               | 0                                                               | 0                                                               | 1                                                               | 1        |
| 7.                                                              | Svédország (SWE)                                                | 0                                                               | 0                                                               | 1                                                               | 1        |
|                                                                 |                                                                 |                                                                 |                                                                 |                                                                 |          |
| Összesen                                                        | Összesen                                                        | 10                                                              | 10                                                              | 10                                                              | 30       |

## Érmesek

### Férfi
| A 2014. évi téli olimpiai játékok érmesei férfi síakrobatikában |                                             |                                             |                                        |                                        |                                            |                                      |
| Versenyszám                                                     | Arany                                       | Arany                                       | Ezüst                                  | Ezüst                                  | Bronz                                      | Bronz                                |
| Ugrás                                                           | Anton Kushnir · Fehéroroszország (BLR)      | 134,50                                      | David Morris · Ausztrália (AUS)        | 110,41                                 | Jia Zongyang · Kína (CHN)                  | 95,06                                |
| Félcső                                                          | David Wise · Egyesült Államok (USA)         | 92,00                                       | Mike Riddle · Kanada (CAN)             | 90,60                                  | Kévin Rolland · Franciaország (FRA)        | 88,60                                |
| Mogul                                                           | Alexandre Bilodeau · Kanada (CAN)           | 26,31                                       | Mikaël Kingsbury · Kanada (CAN)        | 24,71                                  | Alekszandr Szmisljajev · Oroszország (RUS) | 24,34                                |
| Slopestyle                                                      | Joss Christensen · Egyesült Államok (USA)   | 95,80                                       | Gus Kenworthy · Egyesült Államok (USA) | 93,60                                  | Nick Goepper · Egyesült Államok (USA)      | 92,40                                |
| Krossz                                                          | Jean Frederic Chapuis · Franciaország (FRA) | Jean Frederic Chapuis · Franciaország (FRA) | Arnaud Bovolenta · Franciaország (FRA) | Arnaud Bovolenta · Franciaország (FRA) | Jonathan Midol · Franciaország (FRA)       | Jonathan Midol · Franciaország (FRA) |

### Női
| A 2014. évi téli olimpiai játékok érmesei női síakrobatikában |                                        |                                  |                                      |                             |                                         |                                  |
| Versenyszám                                                   | Arany                                  | Arany                            | Ezüst                                | Ezüst                       | Bronz                                   | Bronz                            |
| Ugrás                                                         | Alla Tsuper · Fehéroroszország (BLR)   | 98,01                            | Hszü Meng-tao · Kína (CHN)           | 83,50                       | Lydia Lassila · Ausztrália (AUS)        | 72,12                            |
| Félcső                                                        | Maddie Bowman · Egyesült Államok (USA) | 89,00                            | Marie Martinod · Franciaország (FRA) | 85,40                       | Ayana Onozuka · Japán (JPN)             | 83,20                            |
| Mogul                                                         | Justine Dufour-Lapointe · Kanada (CAN) | 22,44                            | Chloé Dufour-Lapointe · Kanada (CAN) | 21,66                       | Hannah Kearney · Egyesült Államok (USA) | 21,49                            |
| Slopestyle                                                    | Dara Howell · Kanada (CAN)             | 94,20                            | Devin Logan · Egyesült Államok (USA) | 85,40                       | Kim Lamarre · Kanada (CAN)              | 85,00                            |
| Krossz                                                        | Marielle Thompson · Kanada (CAN)       | Marielle Thompson · Kanada (CAN) | Kelsey Serwa · Kanada (CAN)          | Kelsey Serwa · Kanada (CAN) | Anna Holmlund · Svédország (SWE)        | Anna Holmlund · Svédország (SWE) |